# Große Frühaprikose
Die Große Frühaprikose (auch: Große Wahre Frühaprikose, Gros Hâtif, Frühe Esperen, bot.: Prunus armeniaceae) ist eine Aprikosensorte. Die Sorte wurde 1790 in Erfurt von Gärtner Mehlis selektioniert.

## Beschreibung
Der Baum ist starkwüchsig mit breiter Krone. Durch die frühe Blüte ist die Sorte sehr spätfrostgefährdet und daher nur für besonders warme und geschützte Lagen geeignet. 
Die Früchte sind groß, oval und etwas unregelmäßig in der Form. Ihre Schale ist wollig, von heller, orange-gelber Farbe mit nur schwacher Rötung und wenig gepunktet. Das intensiv gelbe Fruchtfleisch ist fest und saftig und schmeckt aromatisch. Die Frucht wird nicht mehlig. Der Stein ist groß und löst sich gut.
Reife: Ende Juli bis Anfang August.